# Reynosia septentrionalis
Reynosia septentrionalis ist eine Pflanzenart in der Familie der Kreuzdorngewächse aus dem südlichen Florida, den Bahamas und Kuba sowie den Turks- und Caicosinseln.

## Beschreibung
Reynosia septentrionalis wächst als immergrüner Strauch oder als Baum bis über 8 Meter hoch. Der Stammdurchmesser erreicht über 20 Zentimeter. Die gräuliche Borke ist im Alter abblätternd bis schuppig.
Die gegenständigen Laubblätter sind kurz gestielt. Der dicke Blattstiel ist bis 6 Millimeter lang. Die Blätter sind ledrig und steif, bis 4 Zentimeter lang, ganzrandig, meist eingebuchtet bis abgerundet sowie öfters feinstachselspitzig und eiförmig bis verkehrt-eiförmig oder elliptisch. Der Blattrand ist knapp umgebogen. Es sind kleine, abfallende Nebenblätter vorhanden.
Es werden end- oder achselständige, wenigblütig Dolden gebildet oder die Blüten erscheinen einzeln. Die kleinen, zwittrigen, kurz dickgestielten und fünfzähligen Blüten mit einfacher Blütenhülle sind gelb-grün, die Kronblätter fehlen. Es ist ein kleiner, schüssel- bis becherförmiger Blütenbecher vorhanden. Die halbaufrechten Kelchzipfel sind dreieckig. Es sind kurze Staubblätter vorhanden. Der Fruchtknoten ist mittelständig mit kurzem Griffel und gelappter Narbe. Es ist ein Diskus vorhanden.
Es werden kleine, rundliche bis verkehrt-eiförmige, 1–2 Zentimeter große und dunkel-purpurne bis schwärzliche, einsamige, dünnfleischige, -schalige Steinfrüchte mit Griffelresten gebildet.
Die Früchte werden gerne von Leguanen (Cyclura spp.) gefressen.

## Verwendung
Die süßen Früchte mit angenehmen Geschmack sind essbar.
Das dunkle Holz, Eisenholz, ist hart und schwer, es ist bekannt als Red Ironwood. Ähnlich ist jenes von Reynosia latifolia.